# Velika afrička petorka
»Velika afrička petorka« naziv je za pet velikih afričkih životinja: lava, afričkog slona, afričkog bivola, leoparda i crnog nosoroga. Pojam potječe iz lovstva i odnosi se na pet afričkih životinja koje je najteže uloviti lovom pješice. Izabrani su i po kriteriju opasnosti lova. S vremenom je naziv usvojen i u turističke i oglašivačke svrhe. Koristi se u većini turističkih vodiča.
Članovi velike afričke petorke pripadaju među najopasnije, ali i najpopularnije vrste za lov. Postoji i nagrada Grand Slam velike afričke petorke, za one koji ulove svih pet vrsta.[nedostaje izvor]
Od 1990. godine, na novčanicama južnoafričkoga randa, na poleđini se nalaze slike petorke, svaka posebno na novčanicama.
Države u kojima se mogu naći svi članovi petorke su Namibija, Južna Afrika, Kenija, Tanzanija, Zimbabve, Bocvana i Demokratska Republika Kongo.[nedostaje izvor]
Prema IUCN-u, lav i afrički slon svrstani su među ugrožene životinje, leopard je označen kao ranjiv i gotovo ugrožen, crni nosorog kao kritično ugrožen pa se uopće ne smije loviti. Afrički bivol je najpopularniji za lov jer nije ugrožen.

## Vrste

### Lav
Lav (lat. Panthera leo) životinjska je vrsta iz porodice mačaka. Za razliku od drugih mačaka, lavovi žive u čoporima. Lako ga je prepoznati po grivi koju imaju mužjaci, a danas žive u Africi kao i u nekim područjima Azije.
Nakon tigra, lav je sljedeći na ljestvici veličine mačaka, pa to znači da je najveća kopnena zvijer Afrike. Lav je od njuške do početka repa dugačak oko 180 cm, u ramenima doseže visinu od 120 cm, a rep mu je dug 1 m. Odrasli mužjak teži prosječno oko 225 kg. Ženke su sa 160 cm dugim trupom (zajedno s glavom) visinom u ramenima od 100 cm i 85 cm dugačkim repom i težinom od 150 kg značajno nježnije građe od mužjaka. Najkrupniji lavovi žive na jugu Afrike, a najmanji u Aziji.
Za razliku od drugih, uglavnom samotnjačkih, velikih mačaka, lavovi žive u čoporu. On se sastoji prije svega od ženki, koje su međusobno sve u srodstvu. Veličina područja koje je "njihovo" kao i količina potencijalne lovine određuju veličinu čopora, koji može imati od 3 do 30 pripadnika. U čoporu su, najčešće, od jednog do tri odrasla mužjaka koji su hijerarhijski nadređeni ženkama. Područje čopora može biti veliko od 20 do 400 km². Njegove "granice" se obilježavaju izmetom i urinom, a i glasnom rikom, koja konkurentima daje do znanja, da je područje zauzeto.

### Afrički slon
Afrički slon (lat. Loxodonta africana) vrsta je slona. To je najveći živući kopneni sisavac na Zemlji.
Afrički slon najteža je životinja u skupini onih koje obitavaju na kopnu i druga najviša u životinjskom carstvu. Njihova težina varira od 3.600 do 7.500 kilograma, prosječna težina je oko 4.540 kilograma. Afrički su slonovi spolno dimorfne životinje. Mužjaci su veći od ženki. Visina mužjaka može doseći i do 400 centimetara, dok visina ženki iznosi oko 3 metra. Dužina tijela im se kreće od 600 pa do 750 centimetara, a rep je nešto duži od 100 centimetara.
Imaju ogromne uši, njihova prosječna dužina iznosi oko 120-125 centimetara, dok im promjer može doseći i do 2 metra. To je jedna od najuočljivijih razlika s Azijskim slonom. Slonovi nemaju znojne žlijezde i ne znoje se, pa im uši služe za rashlađivanje. Dobro su prokrvljene i kroz njih može proteći i rashladiti se i do 14 litara krvi u minuti.
Ranije su živjeli na područjima između Sahare i juga Afrike i na područjima od zapadne obale Afrike od Atlantskog oceana pa sve do istočne obale Afrike, odnosno do obala Indijskog oceana. Trenutačno je njihova populacija ograničena na nekoliko nacionalnih parkova i fondova u južnoj Africi zbog krivolova i uništavanja njihovih staništa. Njihovo je endemsko područje etiopska regija.

### Afrički bivol
Afrički bivol (lat. Syncerus caffer; afrikaans: wildebeest, tj. „divlja stoka”) je vrsta krupnog goveda iz porodice šupljorožaca (Bovidae) koji obitavaju u afričkim savanama. Afrički bivoli imju visinu do 1,7 m i duljinu do 3,4 metara. Ovi bivoli dosežu težinu i do 900 kilograma, s tim da su mužjaci krupniji od ženki, i spadaju u afričku megafaunu. Nepredvidiva priroda i veličina ovih divova ih svrstava u red najopasnijih afričkih životinja.
Tijelo i građa afričkih bivola je slična domaćem govedu. Oni imaju relativno kratke noge, vrlo snažno i debelo tijelo i rep koji završava kitnjasto. Oba spola imaju velike rogove snažno zakrivljene prema unutra. Afrički bivol je zamjetan po svojoj veličini od 1,4 m do 1,7 m u visini i čak preko 4 m u duljinu. Uzgojeni bivoli mogu težiti i do 910 kg, a krave su oko pola toga. Dlaka je tamno smeđa do crne. Rogovi mogu biti dulji od 1 m, a savijeni su prema sredini glave tako da s glavom tvore tipičan štit.
Šumski bivoli su znatno manji, visine od 100–130 cm i duljine tijela od oko tri metra, te težine od oko 200 kg. Ženke su opet manje od bikova, a dlaka im je crvenkaste do žućkaste boje u teladi. Rogovi su im kratki i relativno slabi, snažno povijeni unatrag. Građa tijela im je prilagođena životu u gustoj vegetaciji.

### Leopard
Leopard (lat. Panthera pardus) životinja je iz porodice mačaka. Leopardi su ugrožena vrsta, a žive u Africi i Aziji.
Veličina i težina leoparda je unutar vrlo velikog područja na kojem su rasprostranjeni vrlo različita. Tako su leopardi na jugu Afrike teški između 20 i 30 kg, dok oni koji žive na sjeveru Afrike mogu biti i teži od 60 kg. U ramenima su visoki 70 do 80 cm, a pri tome su mužjaci znatno veći od ženki. Leopard ima srednje dugačke, snažne noge koje završavaju šapama velike površine. Oči imaju, kao i sve mačke, usmjerene prema naprijed, a uške su mu okruglaste.
Oči su im usmjerene prema naprijed, no dovoljno razmaknute da im to omogućuje izvrstan prostorni vid. Kod dnevne svjetlosti vid leoparda je otprilike jednak ljudskom, ali u mraku je pet do šest puta bolji: leopardi mogu svoje okrugle zjenice jako raširiti, tako da i slabo svjetlo još uvijek može doći do oka. Osim toga leopard, kao i sve mačke, ima mrežnicu prevučenu reflektirajućim slojem koji se naziva Tapetum lucidum, a služi da reflektiranjem pojačava primljeno svjetlo.
U povijesno vrijeme, leopard je nastanjivao cijelu Afriku s obje strane Sahare, kao i velike dijelove Azije. U Africi živi kako u središnjim dijelovima u tropskim šumama, tako i u brdima, savanama i polupustinjama od Maroka pa sve do Rta Dobre nade na krajnjem jugu. Leopard izbjegava samo velika, vrlo suha područja, pa ih tako nema u Sahari niti u najsušim dijelovima Namiba.

### Crni nosorog
Crni nosorog (lat. Diceros bicornis), veliki afrički sisavac iz reda neparnoprstaša, koji naseljava istočne i središnje dijelove Afrike uključujući Keniju, Tanzaniju, Kamerun, Južnu Afriku, Namibiju i Zimbabve. Iako u nazivu stoji "crni", ovi nosorozi imaju više sivu boju kože.
Međunarodna unija za očuvanje prirode (IUCN) je 7. srpnja 2006. godine objavila da je zapadnoafrički crni nosorog (Diceros bicornis longipes), jedna od četiri podvrste, potencijalno proglašen izumrlim. Prema izvještaju IUCN, populacija ove podvrste je pala s 3.000 na samo deset primjeraka nedavnih godina, ali specijalisti kažu da nijedan nosorog nije pronađen tijekom nedavnog istraživanja u sjevernom Kamerunu.
Odrasli crni nosorog u ramenima ima 147–160 centimetara i dugačak je od 3,3 do 3,6 metara. Odrasli su teški od 800 do 1.400 kilograma, a ženke su manje od mužjaka. Dva roga načinjena od keratina polaze od lubanje, prednji je duži (oko 50 cm, maksimalna dužina izmjerena iznosila 140 cm). Zadnji rog, koji je kraći, dužine je oko 18 centimetara. Ponekad se može formirati i treći, najmanji rog. Rogovi služe za obranu, zastrašivanje, iskopavanje korijenja i lomljenja granja prilikom jedenja. Boja kože ovisi o uvjetima u samom tlu gdje se nosorozi valjaju, pa zbog toga nijedan "crni" nosorog nije zapravo crn.